# Coutinho (Cachoeiro de Itapemirim)
Coutinho é um distrito do município de Cachoeiro de Itapemirim, no Espírito Santo, situado no centro do município. 

## História
O povoado que deu origem ao distrito se desenvolveu ao redor da estação ferroviária Matosinhos, inaugurada pelo Lloyd Brasileiro em 16 de setembro de 1887, sendo o nome uma homenagem a um dos donos originais da ferrovia.
Em 1907 a ferrovia foi transferida para a Estrada de Ferro Leopoldina, e nos anos 40 a estação teve o nome alterado para Coutinho. O nome Coutinho foi originado em homenagem ao 4º e 13º governador do estado do Espírito Santo, Henrique Coutinho. 
Em 2007, com a redefinição do território municipal, Coutinho foi elevado à categoria de distrito pela Lei Municipal n° 6048 de 2007. Anteriormente, sua sede localizava-se no distrito de Pacotuba. Portanto, o distrito de Coutinho, em 2007, foi formado a partir do desmembramento de terras dos distritos da Sede, Pacotuba e Conduru.

## Geografia

### População
Pelo Censo 2010 (IBGE) a população total do distrito era de 1 271 habitantes, e a população urbana era de 922 habitantes.

### Área territorial
A área territorial do distrito é de 53,89 km².